# Эвертурнео
Э́вертурнео или Эверторнео (швед. Övertorneå, фин. Matarenki) — населённый пункт на северо-востоке Швеции. Административный центр коммуны Эвертурнео лена Норрботтен. Расположен на реке Турнеэльвен, которая проходит по границе с Финляндией, примерно в 110 км на северо-восток от Лулео. На другом берегу реки находится город Юлиторнио.
Население по данным на 2010 год составляет 1917 человек; по данным на 2000 год оно насчитывало 2006 человек. Местность вокруг города — холмиста. К югу от Эвертурнео находится заповедник Исоваара.

## Население
| Год  | Население |
| ---- | --------- |
| 1970 | 1674      |
| 1975 | 1700      |
| 1980 | 2039      |
| 1990 | 2132      |
| 1995 | 2179      |
| 2000 | 2006      |
| 2005 | 1965      |
| 2010 | 1917      |

Источник:

## Города-побратимы
- Кола[6]